# Sergej Kruglov
Sergej Nikiforovič Kruglov (2. října 1907 Usťj – 6. července 1977 Moskva) byl sovětský politik a armádní důstojník.
Mezi lety 1945 až 1953 a opět od roku 1953 do roku 1956 zastával funkci ministra vnitra. Dosáhl hodnosti generálplukovníka a podílel se na deportacích Čečenců a Ingušů. Za organizování jaltské a postupimské konference byl oceněn americkým řádem Záslužné legie (Legion of Merit) a stal se Čestným rytířem řádu Britského impéria.

## Zastávané funkce
- náměstek lidového komisaře vnitřních věcí SSSR (únor 1939 – únor 1941)
- první náměstek lidového komisaře vnitřních věcí SSSR (únor 1941 – červenec 1941)
- politický zástupce velitele Frontu záložních armád (červenec 1941)
- politický zástupce velitele Záložního frontu (červenec 1941 – říjen 1941)
- náměstek lidového komisaře vnitřních věcí SSSR (červenec 1941 – duben 1943)
- velitel 4. ženijní armády (říjen 1941 – leden 1942)
- první náměstek lidového komisaře vnitřních věcí SSSR (duben 1943 – prosinec 1945)
- lidový komisař vnitřních věcí SSSR (prosinec 1945 – březen 1946)
- ministr vnitřních věcí SSSR (březen 1946 – březen 1953)
- první náměstek ministra vnitřních věcí SSSR (březen 1953 – červen 1953)
- ministr vnitřních věcí SSSR (červen 1953 – leden 1956)[1]